# Peder Hesselaa
Peder Hesselaa, född 27 november 1900, död 12 mars 1968, var en dansk journalist och litteraturkritiker.
Peder Hesselaa avlade kandidatexamen 1922, var förlagskonsulent i Jespersen & Pios Forlag från 1932 och medarbetare i Nordisk tidskrift från 1942. Hesselaa, som studerade litteraturhistoria för Valdemar Vedel, utgav bland annat Essays (1924), Vor Tids Digtere (1926), Leo Tolstoy (1928) och Marie Bregendahl (1939).